# Erdem Kaynarca
Erdem Kaynarca (* 17. November 1992 in Istanbul) ist ein türkischer Schauspieler.

## Leben und Karriere
Erdem Kaynarca wurde am 17. November 1992 in Istanbul geboren. Er studierte an der Technische Universität des Nahen Ostens. Danach setzte er sein Studium an der Kadir Has Üniversitesi fort. Sein Debüt gab er 2016 in dem Film Emanet. Danach bekam er im 2017 in der Fernsehserie Kalp Atışı eine Nebenrolle. 2020 spielte Kaynarca in der Serie Gençliğim Eyvah die Hauptrolle. Anschließend trat er 2021 in der Serie Ada Masalı auf. 
Seine nächste Hauptrolle bekam er im selben Jahr in Seyyar. Von 2021 bis 2022 war Kaynarca in der Serie Annemizi Saklarken zu sehen. Unter anderem wurde er 2022 für die Serie Gül Masalı gecastet.

## Filmografie (Auswahl)
Filme
- 2016: Emanet
- 2021: Bembeyaz

Serien
- 2017: Kalp Atışı
- 2018: Bir Deli Rüzgar
- 2019: Yasak Elma
- 2020: Gençliğim Eyvah
- 2021: Ada Masalı
- 2021: Seyyar
- 2021–2022: Annemizi Saklarken
- 2022: Gül Masalı
- 2024: Korkma Ben Yanındayım